# Christ Illusion
Christ Illusion är thrash metal-bandet Slayers 10:e album, släppt den 9 augusti 2006. Det är också det första albumet som Dave Lombardo medverkar på sedan Seasons in the Abyss.

## Låtar på albumet
| Nr  | Titel              | Text            | Musik         | Längd |
| --- | ------------------ | --------------- | ------------- | ----- |
| 1.  | Flesh Storm        | Kerry King      | King          | 4:14  |
| 2.  | Catalyst           | King            | King          | 3:07  |
| 3.  | Skeleton Christ    | King            | King          | 4:22  |
| 4.  | Eyes of the Insane | Tom Araya       | Jeff Hanneman | 3:22  |
| 5.  | Jihad              | Araya, Hanneman | Hanneman      | 3:30  |
| 6.  | Consfearacy        | King            | King          | 3:06  |
| 7.  | Catatonic          | King            | King          | 4:53  |
| 8.  | Black Serenade     | Araya, Hanneman | Hanneman      | 3:16  |
| 9.  | Cult               | King            | King          | 4:39  |
| 10. | Supremist          | King            | King          | 3:51  |

| 8.  | Black Serenade (Alternativ Version) | Araya, Hanneman | Hanneman        | 2:58 |
| 11. | Final Six                           | Araya, Hanneman | Hanneman, Araya | 4:10 |